# Liste des sénateurs des États-Unis pour le Kentucky
Cette page recense les sénateurs américains de l’État du Kentucky. Les sénateurs du Kentucky appartiennent aux classes 2 et 3. Le Kentucky est actuellement représenté au Sénat américain par les républicains Mitch McConnell et Rand Paul.

Carte des états suivant la classe des sénateurs:
Classes 1 et 2
Classes 1 et 3
Classes 2 et 3: dont le Kentucky

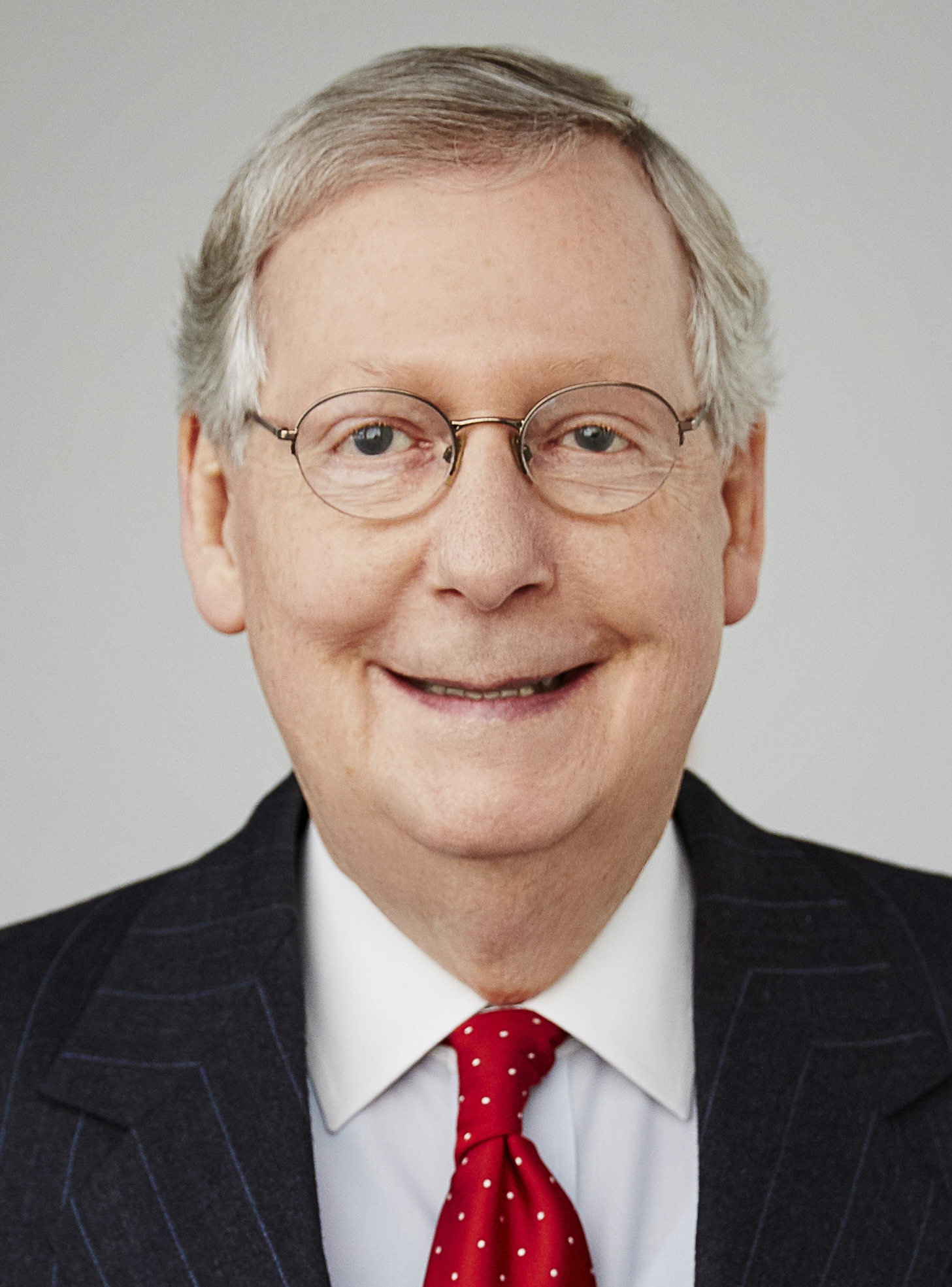
Mitch McConnell (R), sénateur depuis 1985.
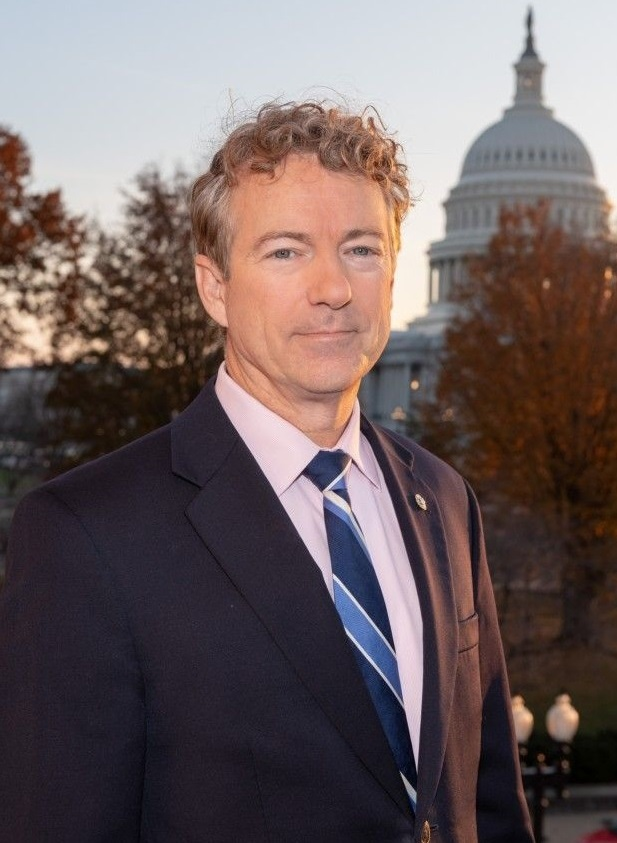
Rand Paul (R), sénateur depuis 2011.

## Élections
Les deux sénateurs sont élus au suffrage universel direct pour un mandat de six ans. Les prochaines élections ont lieu en novembre 2026 pour le siège de la classe II et en novembre 2028 pour le siège de la classe III.

## Classe 2
| #      | Sénateur            | Parti                         | Mandat                               | n° | Note |
| ------ | ------------------- | ----------------------------- | ------------------------------------ | -- | --- |
| 1      | John Brown          | Anti- Administration          | 18 juin 1792 – 4 mars 1805           | 1  | |
| 1      | John Brown          | Anti- Administration          | 18 juin 1792 – 4 mars 1805           | 2  | |
| 1      | John Brown          | Democratic- Republican        | 18 juin 1792 – 4 mars 1805           |    | |
| 1      | John Brown          | 3                             | 18 juin 1792 – 4 mars 1805           |    | |
| 2      | Buckner Thruston    | Democratic- Republican        | 4 mars 1805 – 18 décembre 1809       | 4  | Démissionne pour devenir juge                                                                                    |
| Vacant | Vacant              | Vacant                        | 18 décembre 1809 – 10 janvier 1810   | 4  | |
| 3      | Henry Clay          | Democratic- Republican        | 10 janvier 1810 – 4 mars 1811        | 4  | Nommé pour terminé le mandat de Thruston Retraité                                                                |
| 4      | George M. Bibb      | Democratic- Republican        | 4 mars 1811 – 23 août 1814           | 5  | |
| Vacant | Vacant              | Vacant                        | 23 août 1814 – 30 août 1814          | 5  | |
| 5      | George Walker       | Democratic- Republican        | 30 août 1814 – 16 décembre 1814      | 5  | Nommé pour terminé le mandat de Bibb                                                                             |
| 6      | William T. Barry    | Democratic- Republican        | 16 décembre 1814 – 1er mai 1816      | 5  | Élu pour terminer le mandat de Bibb. Démissionne pour devenir juge                                               |
| Vacant | Vacant              | Vacant                        | 1er mai 1816 – 3 novembre 1816       | 5  | |
| 7      | Martin D. Hardin    | Fédéraliste                   | 3 novembre 1816 – 4 mars 1817        | 5  | Nommé pour terminé le mandat de Barry Élu pour terminer le mandat de Barry                                       |
| 8      | John J. Crittenden  | Democratic- Republican        | 4 mars 1817 – 3 mars 1819            | 6  | Démissionne pour retourner dans le privé                                                                         |
| Vacant | Vacant              | Vacant                        | 3 mars 1819 – 10 décembre 1819       | 6  | |
| 9      | Richard M. Johnson  | Democratic- Republican        | 10 décembre 1819 – 4 mars 1829       | 6  | Élu pour terminer le mandat de Crittenden                                                                        |
| 9      | Richard M. Johnson  | Jackson Democratic-Republican | 10 décembre 1819 – 4 mars 1829       | 7  | Perd sa réélection                                                                                               |
| 9      | Richard M. Johnson  | Jacksonian                    | 10 décembre 1819 – 4 mars 1829       | 7  | Perd sa réélection                                                                                               |
| 10     | George M. Bibb      | Jacksonian                    | 4 mars 1829 – 4 mars, 1835           | 8  | |
| 11     | John J. Crittenden  | Whig                          | 4 mars, 1835 – 4 mars 1841           | 9  | Retraité |
| 12     | James T. Morehead   | Whig                          | 4 mars 1841 – 4 mars 1847            | 10 | |
| 13     | Joseph R. Underwood | Whig                          | 4 mars, 1847 – 4 mars 1853           | 11 | Retraité |
| 14     | John B. Thompson    | Know Nothing                  | 4 mars 1853 – 4 mars 1859            | 12 | |
| 15     | Lazarus W. Powell   | Démocrate                     | 4 mars 1859 – 4 mars 1865            | 13 | |
| 16     | James Guthrie       | Démocrate                     | 4 mars, 1865 – 7 février 1868        | 14 | Démissionne pour raison de santé                                                                                 |
| Vacant | Vacant              | Vacant                        | 7 février 1868 – 19 février 1868     | 14 | |
| 17     | Thomas C. McCreery  | Démocrate                     | 19 février 1868 – 4 mars 1871        | 14 | Élu pour terminer le mandat de Guthrie Perd sa réélection                                                        |
| 18     | John W. Stevenson   | Démocrate                     | 4 mars, 1871 – 4 mars 1877           | 15 | Retraité |
| 19     | James B. Beck       | Démocrate                     | 4 mars, 1877 – 3 mai 1890            | 16 | |
| 19     | James B. Beck       | Démocrate                     | 4 mars, 1877 – 3 mai 1890            | 17 | |
| 19     | James B. Beck       | Démocrate                     | 4 mars, 1877 – 3 mai 1890            | 18 | Décédé |
| Vacant | Vacant              | Vacant                        | 3 mai 1890 – 26 mai 1890             | 18 | |
| 20     | John G. Carlisle    | Démocrate                     | 26 mai 1890 – 4 février 1893         | 18 | Élu pour terminer le mandat de Beck Démissionne                                                                  |
| Vacant | Vacant              | Vacant                        | 4 février 1893 – 15 février 1893     | 18 | |
| 21     | William Lindsay     | Démocrate                     | 15 février 1893 – 4 mars 1901        | 18 | Élu pour terminer le mandat de Carlisle                                                                          |
| 21     | William Lindsay     | Démocrate                     | 15 février 1893 – 4 mars 1901        | 19 | Retraité |
| 22     | Joseph Blackburn    | Démocrate                     | 4 mars, 1901 – 4 mars 1907           | 20 | Perd sa réélection                                                                                               |
| 23     | Thomas H. Paynter   | Démocrate                     | 4 mars 1907 – 4 mars 1913            | 21 | Retraité |
| 24     | Ollie M. James      | Démocrate                     | 4 mars 1913 – 28 août 1918           | 22 | Décédé |
| Vacant | Vacant              | Vacant                        | 28 août 1918 – 7 septembre 1918      | 22 | |
| 25     | George B. Martin    | Démocrate                     | 7 septembre 1918 – 4 mars 1919       | 22 | Élu pour terminer le mandat de James Retraité                                                                    |
| Vacant | Vacant              | Vacant                        | 4 mars 1919 – 19 mai 1919            | 23 | |
| 26     | Augustus Stanley    | Démocrate                     | 19 mai 1919 – 4 mars, 1925           | 23 | Élu en 1918 mais ne prend ses fonctions qu'après avoir démissionné de son poste de gouverneur Perd sa réélection |
| 27     | Fred M. Sackett     | Républicain                   | 4 mars, 1925 – 9 janvier 1930        | 24 | Démissionne pour devenir ambassadeur                                                                             |
| Vacant | Vacant              | Vacant                        | 9 janvier 1930 – 11 janvier 1930     | 24 | |
| 28     | John M. Robsion     | Républicain                   | 11 janvier, 1930 – 30 novembre 1930  | 24 | Nommé pour terminé le mandat de Sackett Perd l’élection qui suit sa nomination                                   |
| 29     | Ben M. Williamson   | Démocrate                     | 1er décembre 1930 – 4 mars 1931      | 24 | Élu pour terminer le mandat de Sackett Retraité                                                                  |
| 30     | Marvel M. Logan     | Démocrate                     | 4 mars 1931 – 3 octobre 1939         | 25 | Élu en 1930 |
| 30     | Marvel M. Logan     | Démocrate                     | 4 mars 1931 – 3 octobre 1939         | 26 | Réélu en 1936 Décédé                                                                                             |
| Vacant | Vacant              | Vacant                        | 3 octobre, 1939 – 10 octobre 1939    | 26 | |
| 31     | Happy Chandler      | Démocrate                     | 10 octobre 1939 – 1er novembre 1945  | 26 | Nommé pour terminer le mandat de Logan Élu pour terminer le mandat de Logan                                      |
| 31     | Happy Chandler      | Démocrate                     | 10 octobre 1939 – 1er novembre 1945  | 27 | Réélu en 1942 Démissionne pour devenir Commissaire du Baseball                                                   |
| Vacant | Vacant              | Vacant                        | 1er novembre 1945 – 19 novembre 1945 | 27 | |
| 32     | William A. Stanfill | Républicain                   | 19 novembre 1945 – 5 novembre 1946   | 27 | Nommé pour terminer le mandat de Chandler Retraité                                                               |
| 33     | John Sherman Cooper | Républicain                   | 6 novembre 1946 – 3 janvier 1949     | 27 | Élu pour terminer le mandat de Chandler Perd sa réélection                                                       |
| 34     | Virgil Chapman      | Démocrate                     | 3 janvier 1949 – 8 mars 1951         | 28 | Décédé |
| Vacant | Vacant              | Vacant                        | 8 mars 1951 – 19 mars 1951           | 28 | |
| 35     | Thomas R. Underwood | Démocrate                     | 19 mars 1951 – 4 novembre, 1952      | 28 | Nommé pour terminer le mandat de Chapman Perd l'élection de remplacement                                         |
| 36     | John Sherman Cooper | Républicain                   | 5 novembre, 1952 – 3 janvier 1955    | 28 | Élu pour terminer le mandat de Chapman Perd sa réélection                                                        |
| 37     | Alben W. Barkley    | Démocrate                     | 3 janvier 1955 – 30 avril 1956       | 29 | Décédé |
| Vacant | Vacant              | Vacant                        | 30 avril 1956 – 21 juin 1956         | 29 | |
| 38     | Robert Humphreys    | Démocrate                     | 21 juin 1956 – 6 novembre 1956       | 29 | Nommé pour terminer le mandat de Barkley Retraité                                                                |
| 39     | John Sherman Cooper | Républicain                   | 7 novembre 1956 – 3 janvier 1973     | 29 | Élu pour terminer le mandat de Barkley                                                                           |
| 39     | John Sherman Cooper | Républicain                   | 7 novembre 1956 – 3 janvier 1973     | 30 | Élu en 1960 pour l'élection de plein mandat                                                                      |
| 39     | John Sherman Cooper | Républicain                   | 7 novembre 1956 – 3 janvier 1973     | 31 | Réélu en 1966 Retraité                                                                                           |
| 40     | Walter Huddleston   | Démocrate                     | 3 janvier 1973 – 3 janvier 1985      | 32 | Élu en 1972 |
| 40     | Walter Huddleston   | Démocrate                     | 3 janvier 1973 – 3 janvier 1985      | 33 | Réélu en 1978 Perd sa réélection                                                                                 |
| 41     | Mitch McConnell     | Républicain                   | 3 janvier 1985 – en cours            | 34 | Élu en 1984 |
| 41     | Mitch McConnell     | Républicain                   | 3 janvier 1985 – en cours            | 35 | Réélu en 1990 |
| 41     | Mitch McConnell     | Républicain                   | 3 janvier 1985 – en cours            | 36 | Réélu en 1996 |
| 41     | Mitch McConnell     | Républicain                   | 3 janvier 1985 – en cours            | 37 | Réélu en 2002 |
| 41     | Mitch McConnell     | Républicain                   | 3 janvier 1985 – en cours            | 38 | Réélu en 2008 |
| 41     | Mitch McConnell     | Républicain                   | 3 janvier 1985 – en cours            | 39 | Réélu en 2014 |
| 41     | Mitch McConnell     | Républicain                   | 3 janvier 1985 – en cours            | 40 | Réélu en 2020 |
| #      | Sénateur            | Parti                         | Mandat                               | n° | Note |

## Classe 3
| #      | Sénateur               | Parti                 | Mandat                                | n° | Note |
| ------ | ---------------------- | --------------------- | ------------------------------------- | -- | --- |
| 1      | John Edwards           | Anti-Administration   | 18 juin 1792 – 4 mars 1795            | 1  | |
| 2      | Humphrey Marshall      | Federalist            | 4 mars 1795 – 4 mars 1801             | 2  | |
| 3      | John Breckinridge      | Democratic-Republican | 4 mars 1801 – 7 août 1805             | 3  | Démissionne pour devenir Attorney General |
| Vacant | Vacant                 | Vacant                | 7 août 1805 – 8 novembre 1805         | 3  | |
| 4      | John Adair             | Républicain-démocrate | 8 novembre 1805 – 18 novembre 1806    | 3  | Élu pour terminer le mandat de Breckinridge Perd l'élection de plein mandat et démissionne avant terme en raison de sa supposée implication dans la conspiration de Burr. |
| 5      | Henry Clay             | Républicain-démocrate | 19 novembre 1806 – 4 mars 1807        | 3  | Élu pour terminer le mandat d'Adair |
| 6      | John Pope              | Républicain-démocrate | 4 mars 1807 – 4 mars 1813             | 4  | |
| 7      | Jesse Bledsoe          | Républicain-démocrate | 4 mars 1813 – 24 décembre 1814        | 5  | Démissionne |
| Vacant | Vacant                 | Vacant                | 24 décembre 1814 – 2 février 1815     | 5  | |
| 8      | Isham Talbot           | Républicain-démocrate | 2 février 1815 – 4 mars 1819          | 5  | Élu pour terminer le mandat de Bledsoe |
| 9      | William Logan          | Républicain-démocrate | 4 mars 1819 – 28 mai 1820             | 6  | Démissionne pour devenir gouverneur |
| Vacant | Vacant                 | Vacant                | 28 mai 1820 – 19 octobre 1820         | 6  | |
| 10     | Isham Talbot           | Républicain-démocrate | 19 octobre 1820– 4 mars 1825          | 6  | Élu pour terminer le mandat de Logan |
| 10     | Isham Talbot           | National républicain  | 19 octobre 1820– 4 mars 1825          | 6  | Élu pour terminer le mandat de Logan |
| 11     | John Rowan             | Democratic            | 4 mars 1825 – 4 mars 1831             | 7  | |
| Vacant | Vacant                 | Vacant                | 4 mars 1831 – 10 novembre 1831        | 8  | |
| 12     | Henry Clay             | National républicain  | 10 novembre 1831– 31 mars 1842        | 8  | |
| 12     | Henry Clay             | Whig                  | 10 novembre 1831– 31 mars 1842        | 9  | Démissionne |
| 13     | John J. Crittenden     | Whig                  | 31 mars 1842– 12 juin 1848            | 10 | Élu pour terminer le mandat de Clay |
| 13     | John J. Crittenden     | Whig                  | 31 mars 1842– 12 juin 1848            | 11 | Élu à l'élection de plein mandat en 1843 Démissionne pour devenir gouverneur du Kentucky                                                                                  |
| 14     | Thomas Metcalfe        | Whig                  | 23 juin 1848 – 4 mars 1849            | 11 | Nommé puis élu pour terminé le mandat de Crittenden |
| 15     | Henry Clay             | Whig                  | 4 mars 1849 – 24 juin 1852            | 12 | Décédé |
| Vacant | Vacant                 | Vacant                | 24 juin 1852 – 6 juillet 1852         | 12 | |
| 16     | David Meriwether       | Démocrate             | 6 juillet 1852 – 31 août 1852         | 12 | Nommé pour terminer le mandat de Clay Retraité |
| 17     | Archibald Dixon        | Whig                  | 1er septembre 1852 – 4 mars 1855      | 12 | Élu pour terminer le mandat de Clay Retraité |
| 18     | John J. Crittenden     | Whig                  | 4 mars 1855– 4 mars 1861              | 13 | Retraité |
| 18     | John J. Crittenden     | Know Nothing          | 4 mars 1855– 4 mars 1861              | 13 | Retraité |
| 19     | John C. Breckinridge   | Démocrate             | 4 mars 1861 – 4 décembre 1861         | 14 | Expulsé pour son soutien à la Confédération |
| Vacant | Vacant                 | Vacant                | 4 décembre 1861 – 10 décembre 1861    | 14 | |
| 20     | Garrett Davis          | Unionist              | 10 décembre 1861 – 22 septembre 1872  | 14 | Élu pour terminer le mandat de Breckinridge |
| 20     | Garrett Davis          | Unionist              | 10 décembre 1861 – 22 septembre 1872  | 15 | Réélu en 1867 Décédé |
| Vacant | Vacant                 | Vacant                | 22 septembre 1872 – 27 septembre 1872 | 15 | |
| 21     | Willis B. Machen       | Démocrate             | 27 septembre 1872 – 4 mars 1873       | 15 | Nommé puis élu pour terminer le mandat de Davis |
| 22     | Thomas C. McCreery     | Démocrate             | 4 mars 1873 – 4 mars 1879             | 16 | Retraité |
| 23     | John Stuart Williams   | Démocrate             | 4 mars 1879 – 4 mars 1885             | 17 | Perd sa réélection |
| 24     | Joseph C. S. Blackburn | Démocrate             | 4 mars 1885 – 4 mars 1897             | 18 | |
| 24     | Joseph C. S. Blackburn | Démocrate             | 4 mars 1885 – 4 mars 1897             | 19 | Réélu en 1891 Perd sa réélection |
| 25     | William J. Deboe       | Républicain           | 4 mars 1897 – 4 mars 1903             | 20 | Retraité |
| 26     | James B. McCreary      | Démocrate             | 4 mars 1903 – 4 mars 1909             | 21 | Perd sa réélection |
| 27     | William O. Bradley     | Républicain           | 4 mars 1909 – 23 mai 1914             | 22 | Décédé |
| Vacant | Vacant                 | Vacant                | 23 mai 1914 – 16 juin 1914            | 22 | |
| 28     | Johnson N. Camden      | Démocrate             | 16 juin 1914 – 4 mars 1915            | 22 | Nommé puis élu pour terminer le mandat de Bradley Retraité |
| 29     | John C. W. Beckham     | Démocrate             | 4 mars 1915 – 4 mars 1921             | 23 | Perd sa réélection |
| 30     | Richard P. Ernst       | Républicain           | 4 mars 1921 – 4 mars 1927             | 24 | Perd sa réélection |
| 31     | Alben W. Barkley       | Démocrate             | 4 mars 1927 – 19 janvier 1949         | 25 | |
| 31     | Alben W. Barkley       | Démocrate             | 4 mars 1927 – 19 janvier 1949         | 26 | Réélu en 1932 |
| 31     | Alben W. Barkley       | Démocrate             | 4 mars 1927 – 19 janvier 1949         | 27 | Réélu en 1938 |
| 31     | Alben W. Barkley       | Démocrate             | 4 mars 1927 – 19 janvier 1949         | 28 | Réélu en 1944 Démissionne pour devenir vice-président des États-Unis |
| 32     | Garrett L. Withers     | Démocrate             | 20 janvier 1949 – 26 novembre 1950    | 28 | Nommé pour terminer le mandat de Barkley |
| 33     | Earle C. Clements      | Démocrate             | 27 novembre 1950 – 3 janvier 1957     | 28 | Élu pour terminer le mandat de Barkley |
| 33     | Earle C. Clements      | Démocrate             | 27 novembre 1950 – 3 janvier 1957     | 29 | Élu à l'élection de plein mandat en 1950 Perd sa réélection |
| 34     | Thruston Morton        | Républicain           | 3 janvier 1957 – 16 décembre 1968     | 30 | |
| 34     | Thruston Morton        | Républicain           | 3 janvier 1957 – 16 décembre 1968     | 31 | Réélu en 1962 Démissionne |
| 35     | Marlow Cook            | Républicain           | 17 décembre 1968 – 27 décembre 1974   | 31 | Nommé pour terminer le mandat de Morton |
| 35     | Marlow Cook            | Républicain           | 17 décembre 1968 – 27 décembre 1974   | 32 | Élu pour l'élection de plein mandat Perd sa réélection et démissionne avant terme                                                                                         |
| 36     | Wendell H. Ford        | Démocrate             | 28 décembre 1974 – 3 janvier 1999     | 32 | Nommé pour terminer le mandat de Cook |
| 36     | Wendell H. Ford        | Démocrate             | 28 décembre 1974 – 3 janvier 1999     | 33 | Élu en 1974 |
| 36     | Wendell H. Ford        | Démocrate             | 28 décembre 1974 – 3 janvier 1999     | 34 | Réélu en 1980 |
| 36     | Wendell H. Ford        | Démocrate             | 28 décembre 1974 – 3 janvier 1999     | 35 | Réélu en 1986 |
| 36     | Wendell H. Ford        | Démocrate             | 28 décembre 1974 – 3 janvier 1999     | 36 | Réélu en 1992 - Retraité |
| 37     | Jim Bunning            | Républicain           | 3 janvier 1999 – 3 janvier 2011       | 37 | Élu en 1998 |
| 37     | Jim Bunning            | Républicain           | 3 janvier 1999 – 3 janvier 2011       | 38 | Réélu en 2004 Retraité |
| 38     | Rand Paul              | Républicain           | 3 janvier 2011 – en cours             | 39 | Élu en 2010 |
| 38     | Rand Paul              | Républicain           | 3 janvier 2011 – en cours             | 40 | Réélu en 2016 |
| 38     | Rand Paul              | Républicain           | 3 janvier 2011 – en cours             | 41 | Réélu en 2022 |
| #      | Sénateur               | Parti                 | Mandat                                | n° | Note |